# Svasud
Svasud är en av gudarna i nordisk mytologi. Det är okänt om han tillhör vanerna eller asarna. I Sångern om Vavtrudner så frågar Oden jätten Vavtrudner vem av gudarna som frammanar sommaren. Vavtrudner svarar att Svasud är sommarens fader.